# International Woodpecker
International Woodpecker ou Pica-Pau Internacional foi o 78º episódio e o 4º da temporada de 1957 da série Woody Woodpecker.

## Enredo
Toquinho e Lasquita correm até o Pica-Pau, que estava lendo, e o chama para ir ao piquenique. Ele diz que só iria quando os sobrinhos terminassem a lição. Pouco depois, os 3 recordam os antepassados do Pica-Pau, passando por diversos períodos. Ao terminarem, eles vão ao piquenique num foguete. Quando vai fechar a porta, o Pica-Pau fica sem o topete, encerrando o episódio.

## Curiosidades
- Em algumas passagens do episódio, o Pica-Pau esteve na pré-história, na Grécia antiga, na Torre de Pisa, no Coliseu de Roma, nas Pirâmides do Egito, na Inglaterra, no Velho Oeste e em Paris.
- O primeiro presidente dos Estados Unidos, George Washington, foi retratado ainda na infância, chegando a jogar um machado contra o Pica-Pau, que bicava uma árvore.
- Além do incidente com George Washington, o Pica-Pau perdeu seu topete por outras 4 vezes: na primeira, o leão mordeu o pássaro em pleno Coliseu; em seguida, quando vai falar com Horace Greeley, que mostra uma placa onde se lê: "Dá próxima vez, tente o trem"; quando outro machado é jogado contra o pássaro, que escondia-se atrás de uma pedra na Batalha de Little Bighorn e quando fecha a porta do foguete, já no final do episódio.